# Ross Nicholson
Ross Nicholson (Gisborne, 8 agosto 1975) è un ex calciatore neozelandese, di ruolo portiere.

## Palmarès

### Competizioni nazionali
- Campionato neozelandese: 5

Central United: 1999, 2001
Auckland City: 2005-2006, 2006-2007, 2008-2009
- Chatham Cup: 2

Central United: 1997, 1998

#### Competizioni internazionali
- OFC Champions League: 2

Auckland City: 2006, 2008-2009

### Individuale
- Jack Batty Memorial Cup: 1

2005